# American Woman (album)
American Woman è il secondo album registrato in studio dalla band canadese The Guess Who del 1970. Pubblicato dopo la scarso successo dell'album d'esordio dalla RCA raggiunse la posizione numero 9 della classifica statunitense Billboard 200.
Dall'album sono stati estratti due singoli: No Time  giunto alla posizione 5 della Billboard Hot 100, e American Woman/No Sugar Tonight che raggiunse la vetta della Billboard Hot 100 restandovi per tre settimane.

## Tracce
1. American Woman – 5:10 (Bachman, Cummings, Kale, Peterson)
2. No Time – 3:50 (Bachman, Cummings)
3. Talisman – 5:10 (Bachman, Cummings)
4. No Sugar Tonight/New Mother Nature – 4:54 (Bachman, Cummings)
5. 969 (The Oldest Man) – 3:00 (musica: Bachman)
6. When Friends Fall Out – 3:03 (Bachman, Cummings)
7. 8:15 – 3:20 (Bachman, Cummings)
8. Proper Stranger – 4:04 (Bachman, Cummings)
9. Humpty's Blues/American Woman (Epilogue) – 6:10 (Bachman, Cummings, Kale, Peterson)

Durata totale: 38:41

## Classifiche
| Classifica    | Posizione massima |
| ------------- | ----------------- |
| Billboard 200 | 9                 |

## Formazione
- Burton Cummings - voce, chitarra, pianoforte, organo, flauto, tastiera, armonica a bocca
- Randy Bachman - chitarra, tamburello, voce
- Jim Kale - basso, voce
- Garry Peterson - batteria, percussioni, voce